# 多别市镇

多别市镇於斯洛維尼亞的位置

多别市镇是斯洛文尼亞東部的一個市镇，行政中心为普拉尼納附近多別。市镇面積为17.5平方公里，2002年人口数量为1008人。人口密度約58人/km2。

## 外部連結
- 官方网站  （斯洛文尼亚文）
- Municipality of Dobje at Geopedia（页面存档备份，存于）